# Revista Guarania

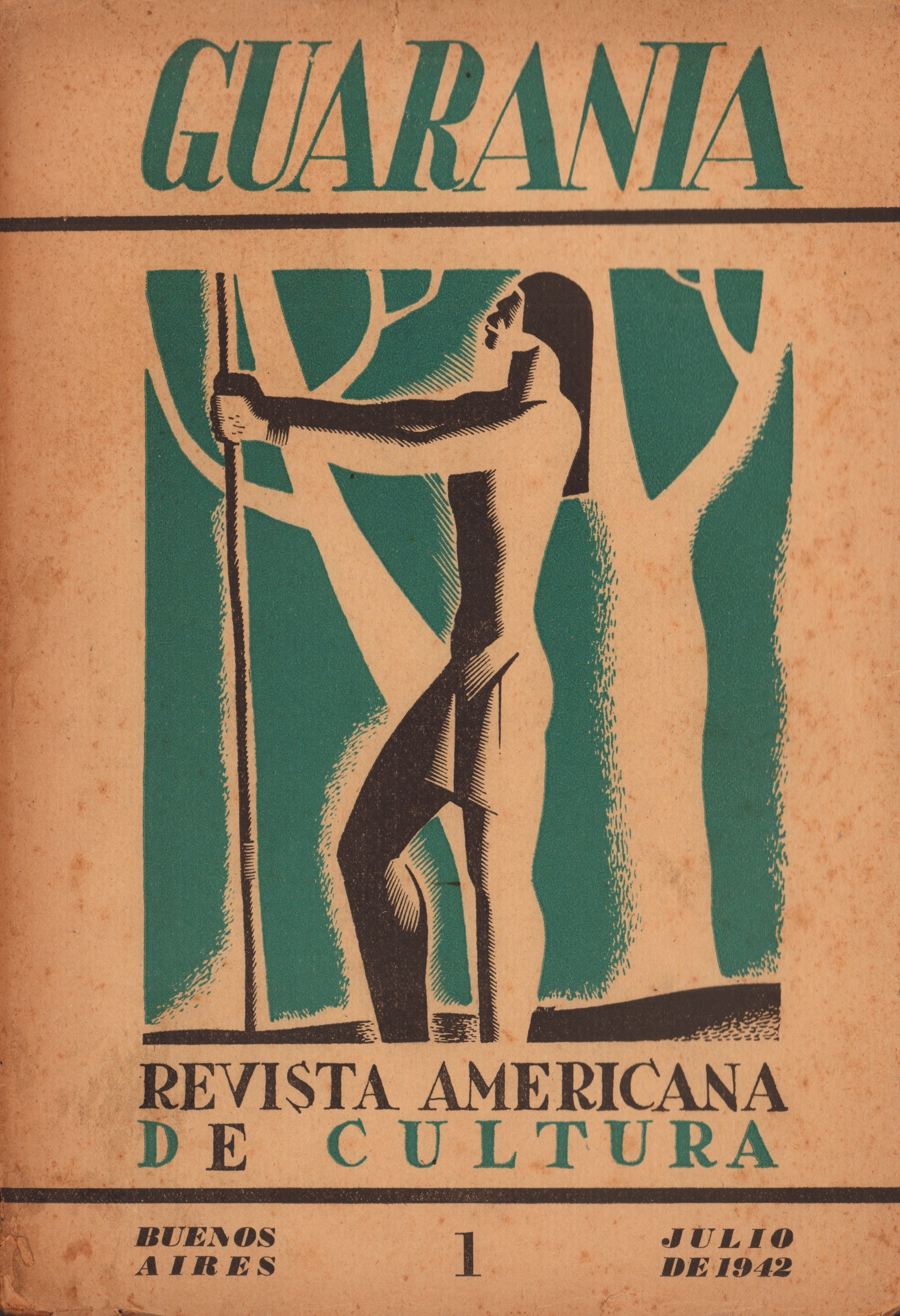
Tapa de la Revista Guarania, N.º 1, 1942, tercera etapa. Colección Vera-Scuderi.

Guarania. Revista Americana de Cultura fue una publicación dirigida por el intelectual paraguayo Juan Natalicio González. Fue fundada por el mismo en 1920 en Paraguay.

## Reseña
La revista Guarania se ocupó de los espacios literarios y culturales del Paraguay y del mundo, con un gran énfasis en América y los países vecinos del Paraguay. Por diferentes circunstancias, entre ellas la económica y la política, la revista se publicó en cinco distintas etapas, entre Buenos Aires y Asunción.
Fue la revista paraguaya de mayor alcance internacional en la primera mitad del siglo XX, debido a la temática, alcance y apertura de la misma a las colaboraciones de importantes intelectuales extranjeros, así como al carácter americanista y nativista de la misma, basada en gran parte en el pensamiento de su director y creador.
Entre los colaboradores extranjeros se puede citar al ecuatoriano Jorge Carreras Andrade, a los peruanos Luis Alberto Sánchez y Alberto Guillén, al español Cansinos Assens, al argentino Macedonio Fernández y al mexicano Elías Nandino.
Al igual que muchas otras publicaciones periódicas del Paraguay del siglo XX, es muy difícil encontrar colecciones completas. Los números de las diferentes épocas están distribuidos entre bibliotecas nacionales y extranjeras, desde el Río de la Plata hasta los Estados Unidos, así como también en colecciones particulares, pero ninguna de ellas se encuentra completa a saber por las investigaciones realizadas al respecto. Archivado el 13 de abril de 2019 en Wayback Machine.

## Etapas
- Primera etapa: Entre 1920 y 1932, editada en Paraguay.
- Segunda etapa: Entre 1933 y 1937 (la más fructífera), editada en Paraguay.
- Tercera etapa: Entre 1942 y 1944, editada en Buenos Aires.
- Cuarta etapa: En 1948, en que aparece y desaparece, editada en Paraguay.
- Quinta etapa: En 1969 se publicó una serie de las revistas, pero ya bajo la batuta de otro director debido a que Natalicio González había fallecido en 1966.

## Fundador
El fundador y director por muchos años de la revista Guarania fue el ensayista, periodista, literato y político Juan Natalicio González. Escribió para las revistas El Liberal, Crónica, General Caballero y Patria, también fue corresponsal de los periódicos El Sol de Madrid y Últimas Noticias de Uruguay. Escribió poemas y libros sobre diversos temas, especialmente para su propia editorial de nombre Editorial de Indias, la que también publicó a varios de sus contemporáneos, tantos nacionales como extranjeros. En Buenos Aires editó la revista América Económica. En 1945 fue nombrado embajador ante el gobierno de Uruguay. En 1948 asumió la primera magistratura del Paraguay, pero al año siguiente fue derrocado por un golpe de Estado. En 1949 se trasladó a Buenos Aires y rápidamente a México, donde falleció en 1966.